# Mezei szil
A mezei szil (Ulmus minor) a rózsavirágúak (Rosales) rendjébe, ezen belül a szilfafélék (Ulmaceae) családjába tartozó faj.
2016-ban elnyerte az "Év fája" címet.[forrás?]

## Előfordulása
A mezei szil mindenekelőtt a nagy európai folyóvölgyekben gyakoribb. Közép-Európa északnyugati részén azonban hiányzik, és a hegyvidékeken legfeljebb 600 méter tengerszint feletti magasságig emelkedik. Előfordulási területének a legkeletibb pontja Anatólia.

## Megjelenése
A mezei szil 20-30 méter magas lombhullató fa. Koronája igen változatos, a típusnál többnyire meglehetősen keskeny és magasan boltozatos, sokszor azonban szabálytalan. A kéreg barnásszürke, hosszú, igen mély barázdákkal és domború bordákkal. A vesszők olykor vastag paralécesek. A 6-10 centiméter hosszú és mintegy 5-8 centiméter széles levelek a hajtáson két sorban váltakozó állásúak. Változatos alakjuk van, túlnyomórészt fordított tojásdadok vagy hosszúkásak, kihegyezettek és feltűnően ferde vállúak, aszimmetrikusak. Szélük kétszer fogazott, fonákjuk az érzugokban szakállszőrös, felső oldaluk többnyire kopasz és fényes sötétzöld színű.

## Életmódja
A mezei szil elsősorban ligeterdőkben, nyirkos, olykor elárasztott, tápanyagban és bázisokban gazdag talajokon él, de más erdőkben, erdőszéleken, réteken és legelőkön is előfordul. Virágzási ideje március–április között van.

## Hibridek
A mezei szil és a hegyi szil (Ulmus glabra) természetes hibridje a holland szil (U. x hollandica). A Remete-szurdok nyugati részén található egy holland szil példány, illetve a Kertészeti Egyetem Budai Arborétumában is található egy példány a Felső Arborétumban Ulmus x hollandica 'Dampieri'.

## Képek

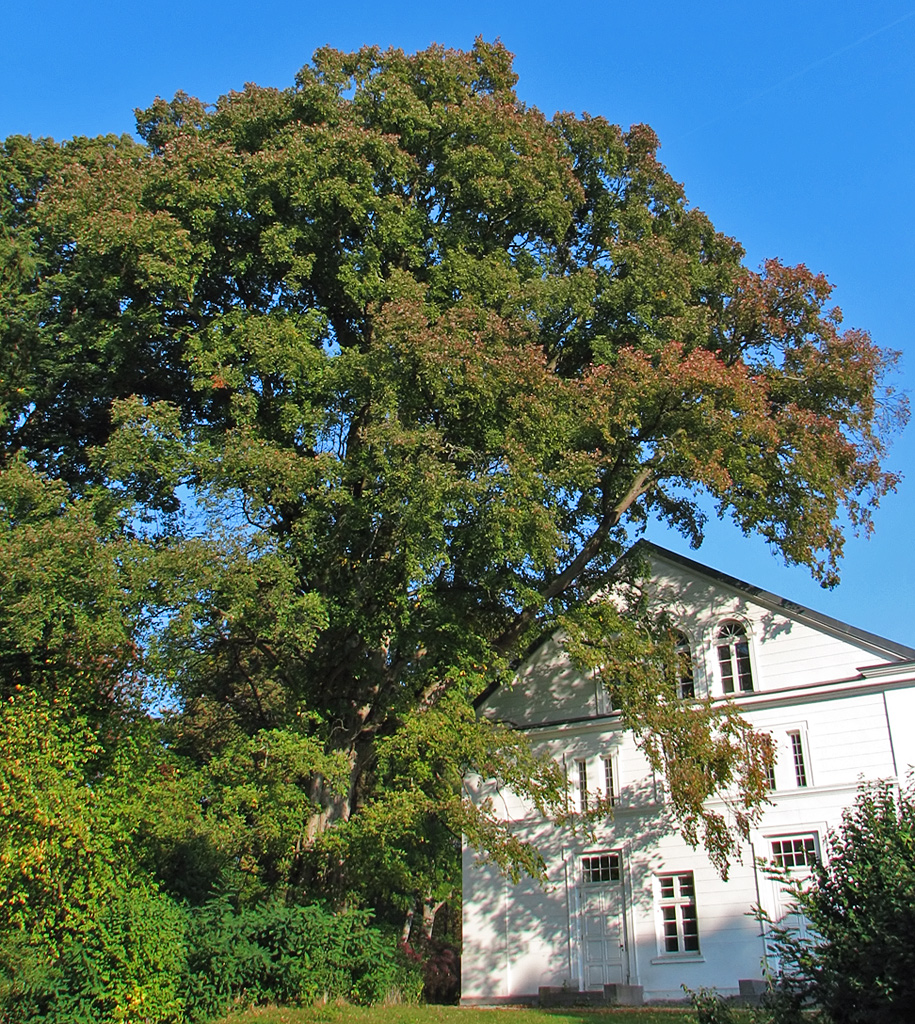
A növény
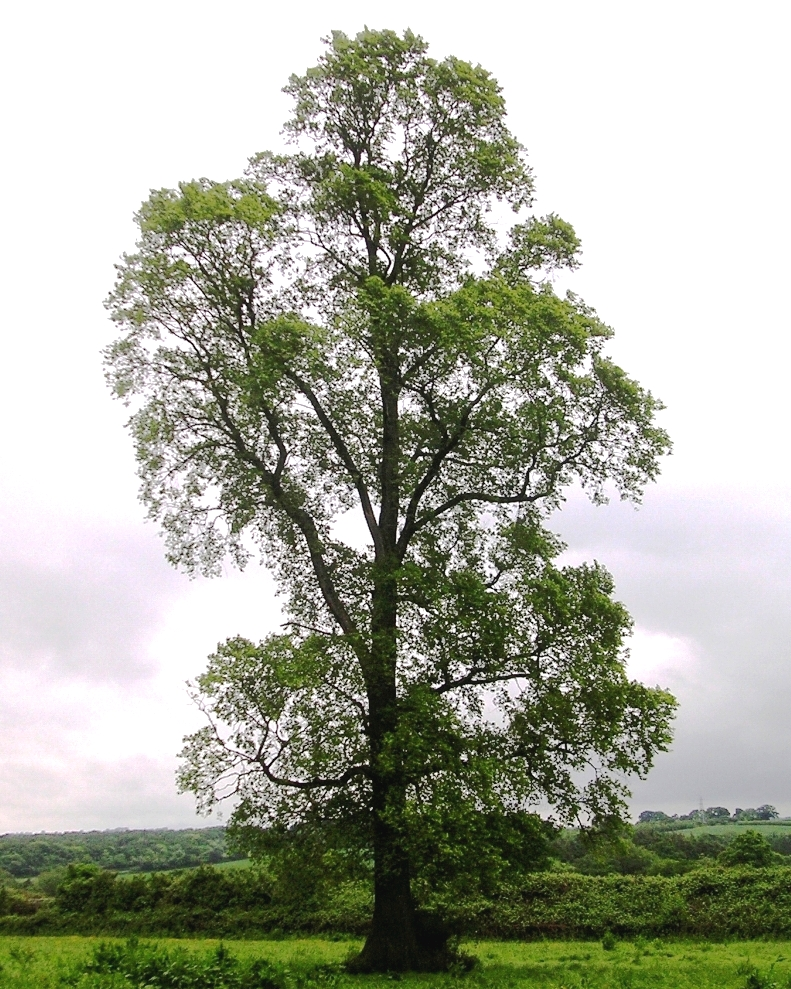
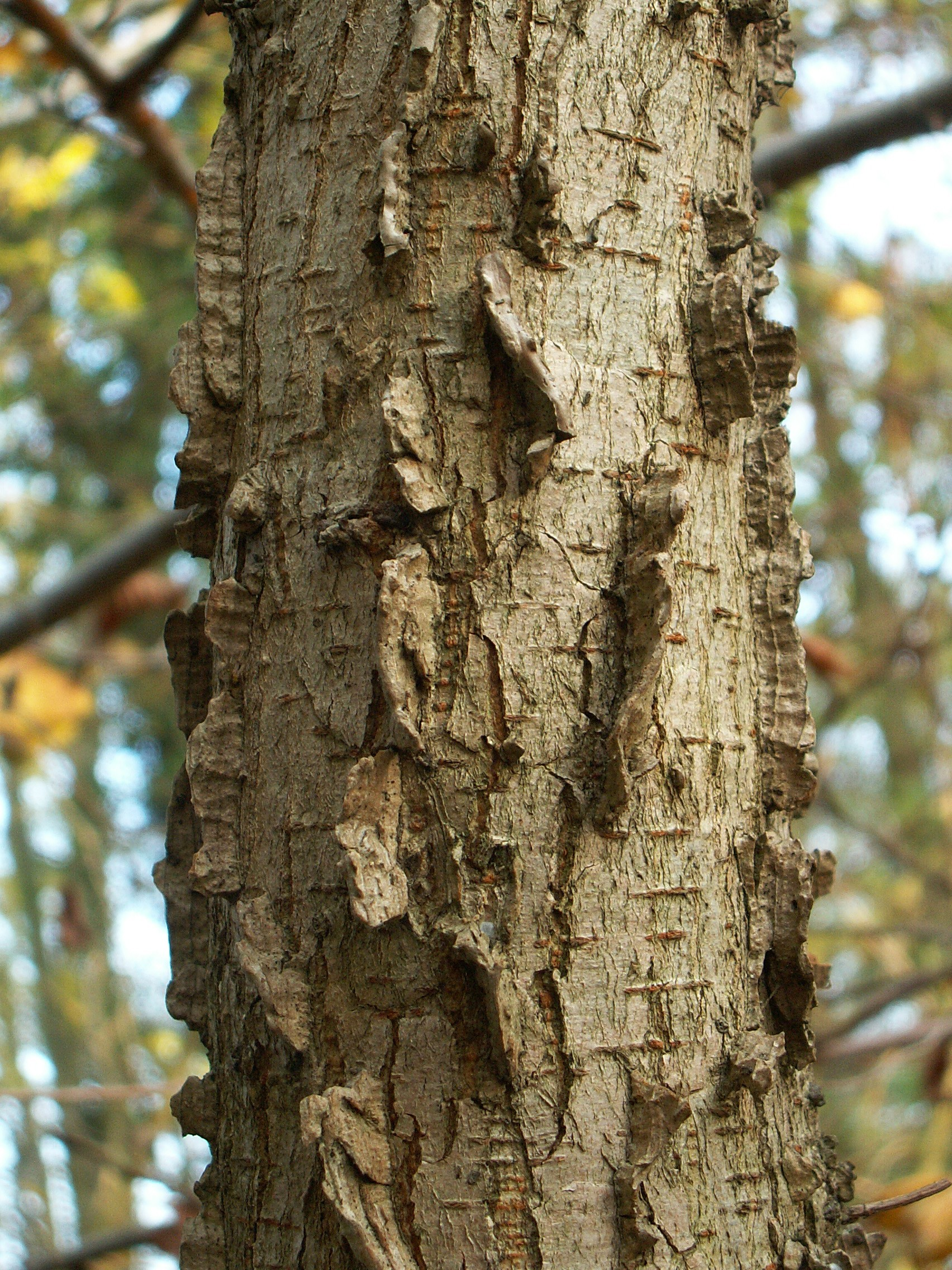
törzse,
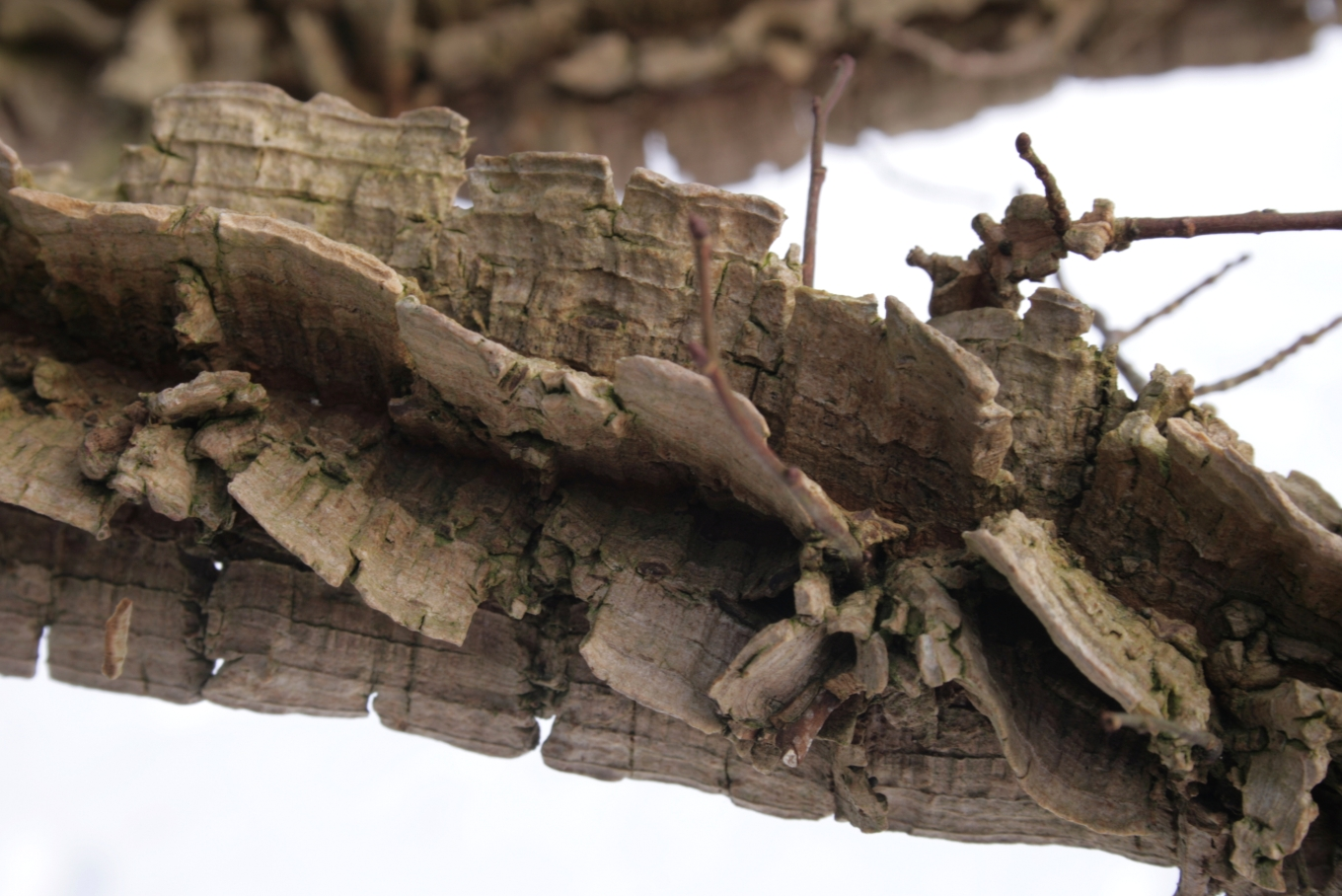
kérge,
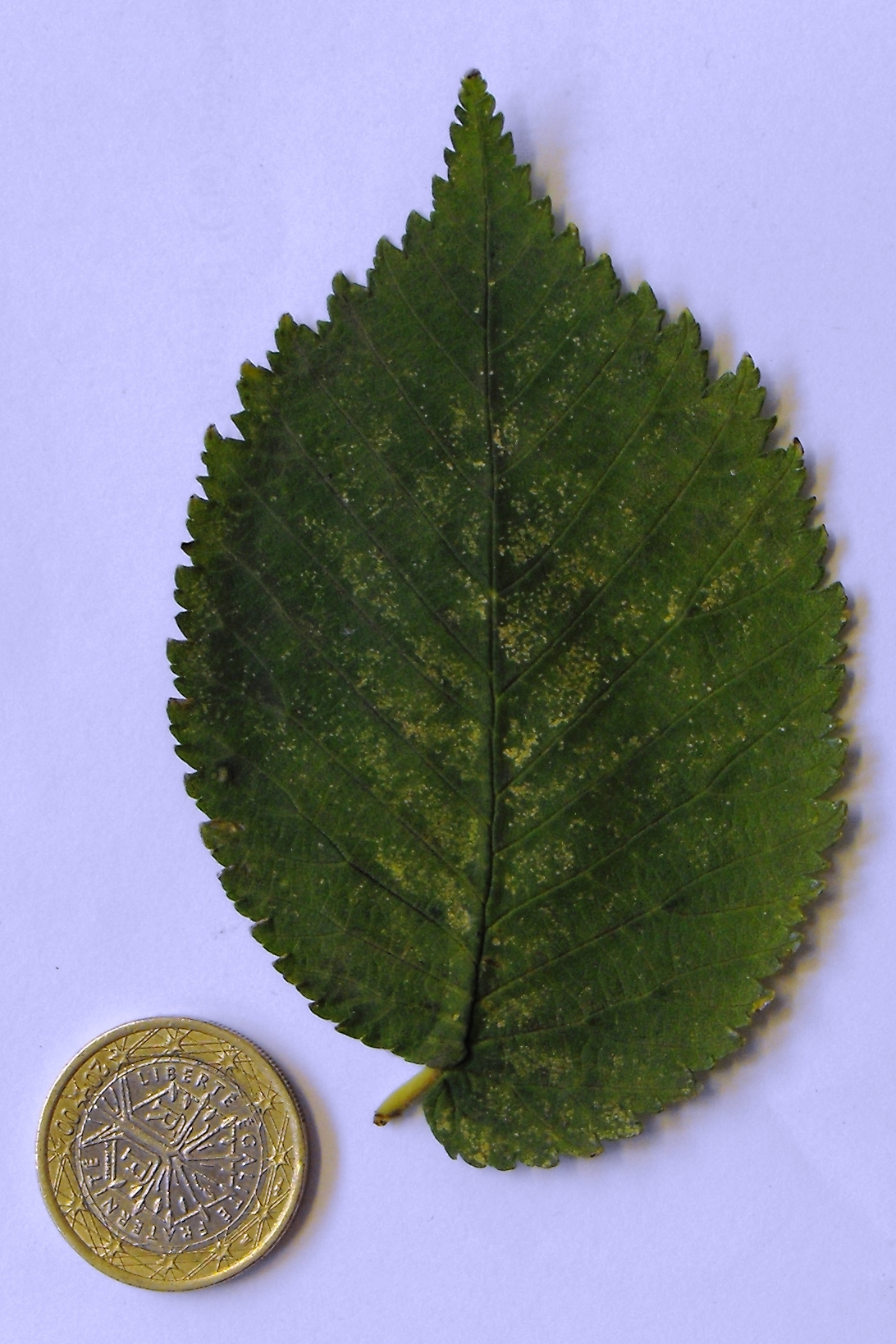
levele,
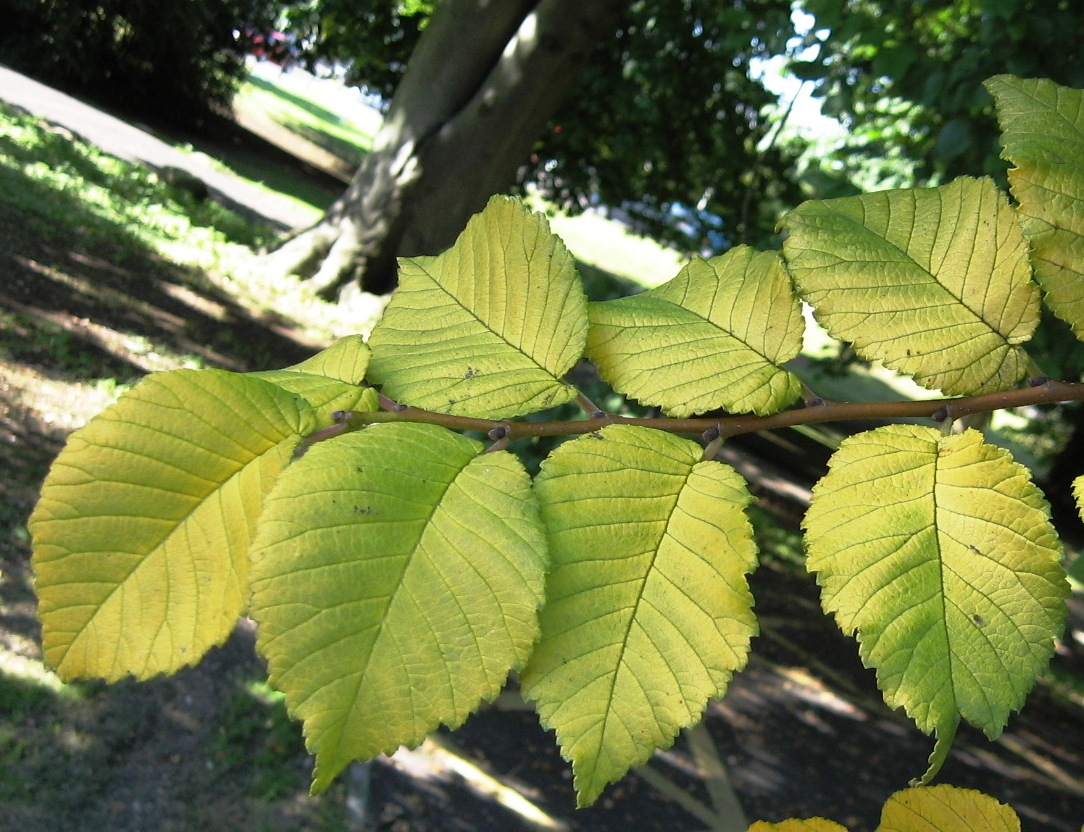
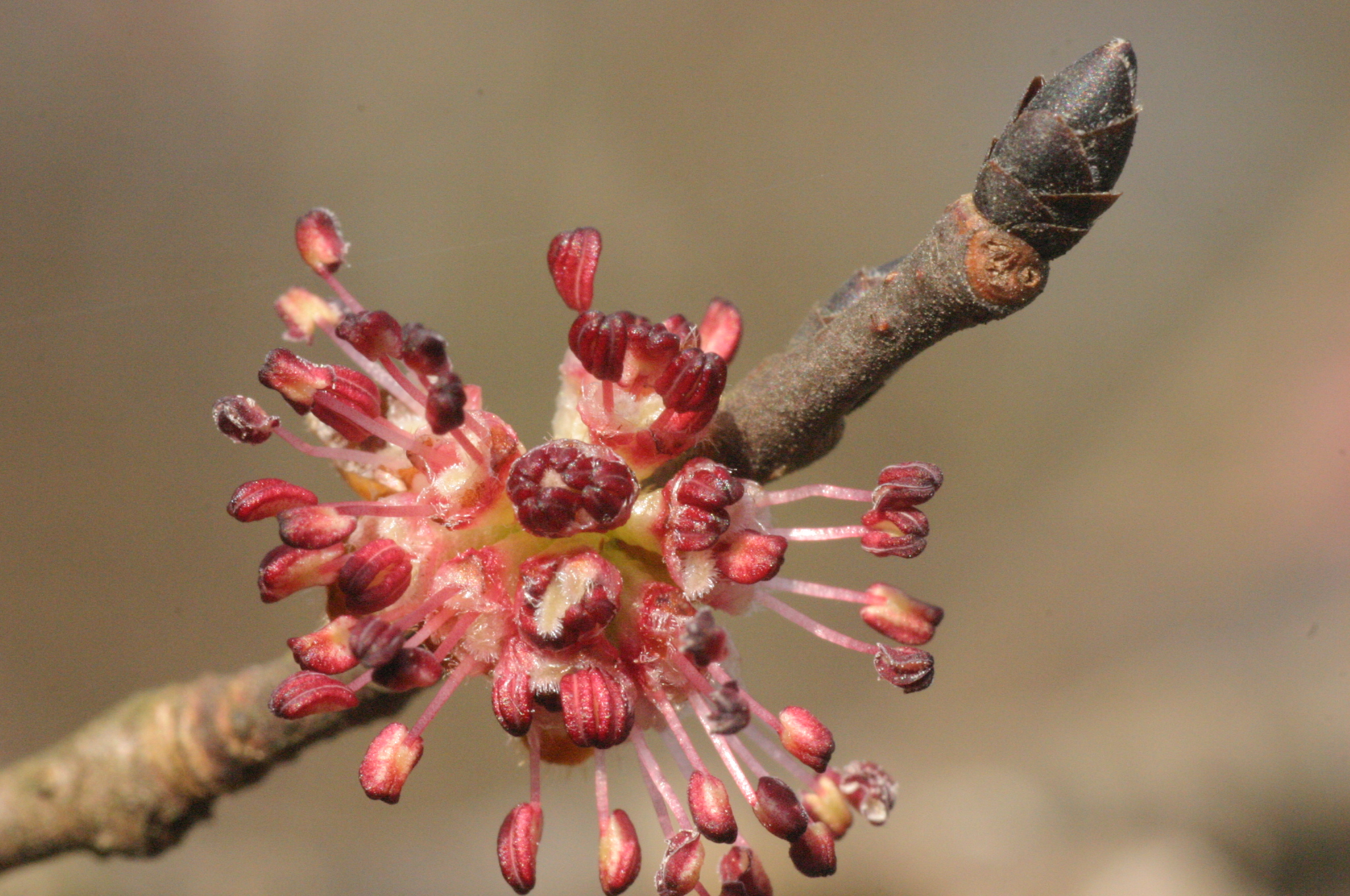
virága
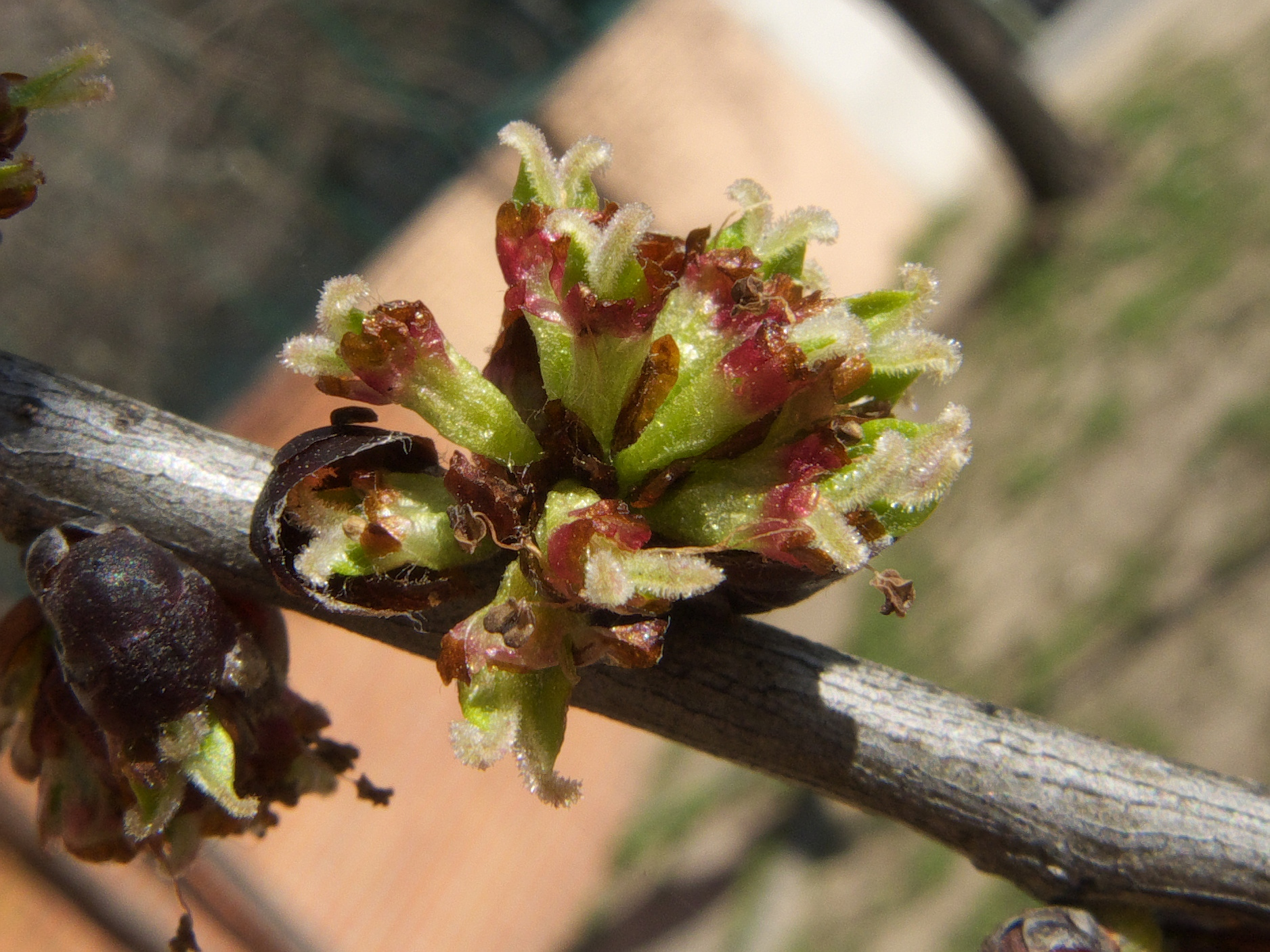
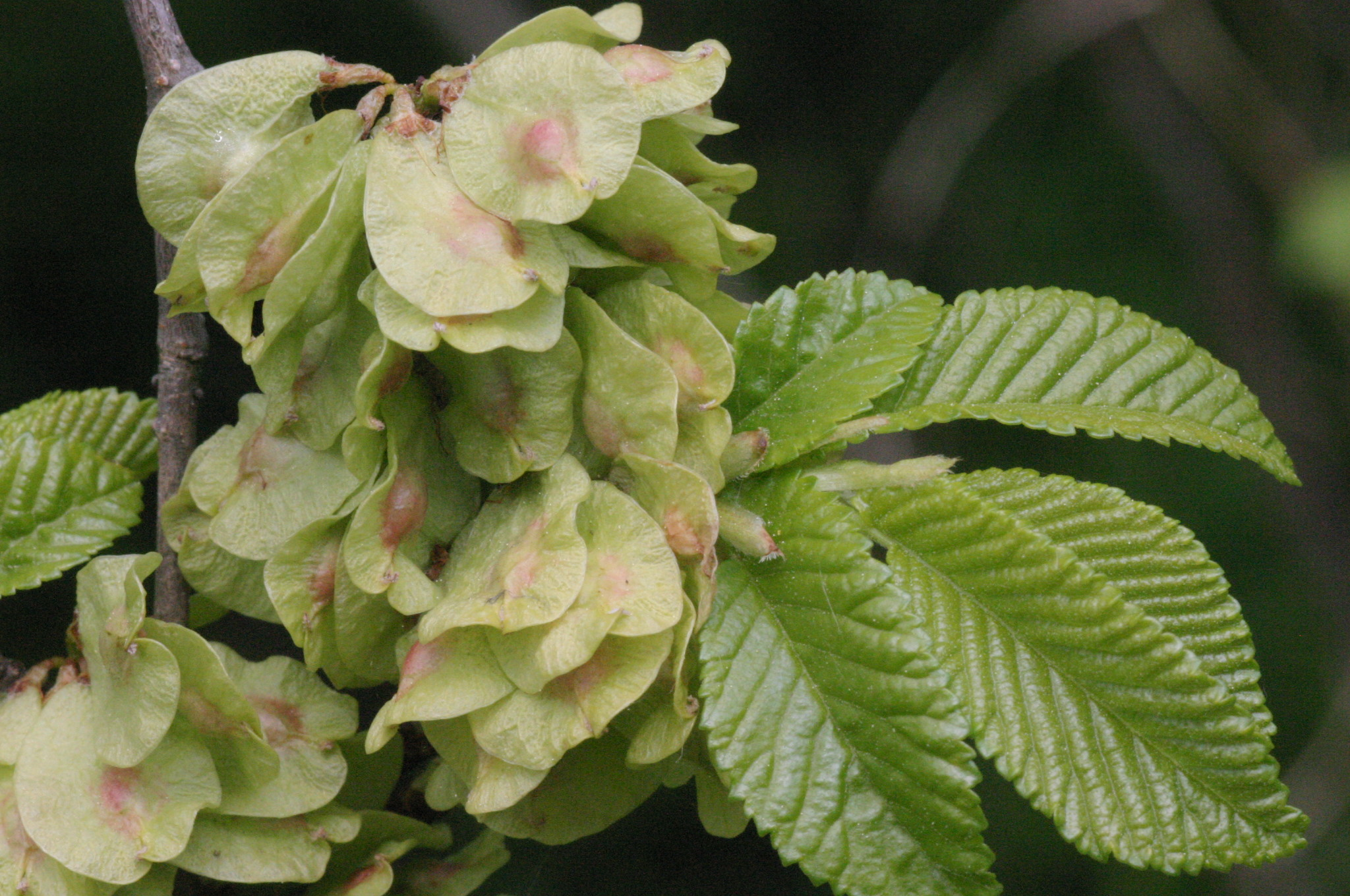
és termései
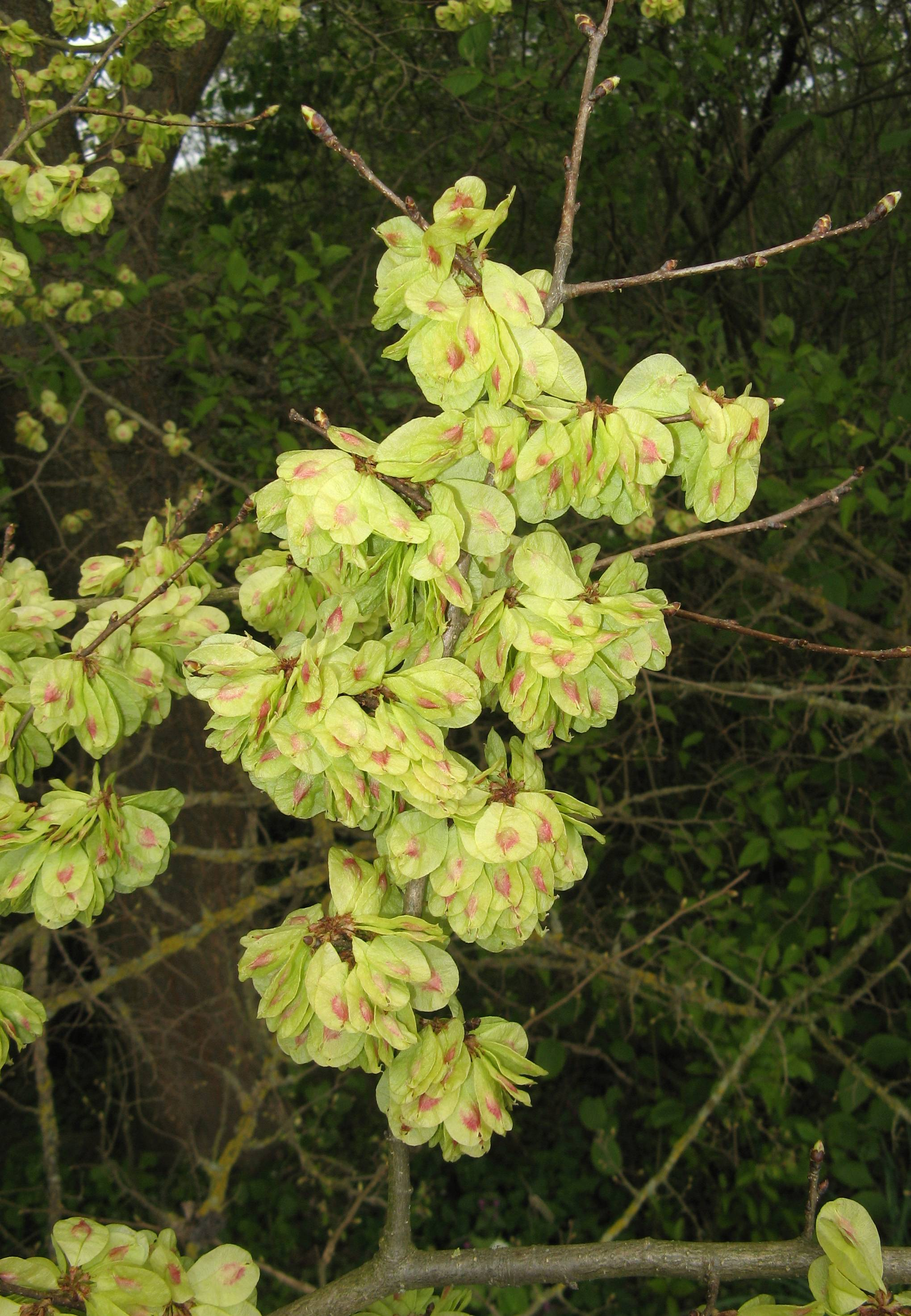
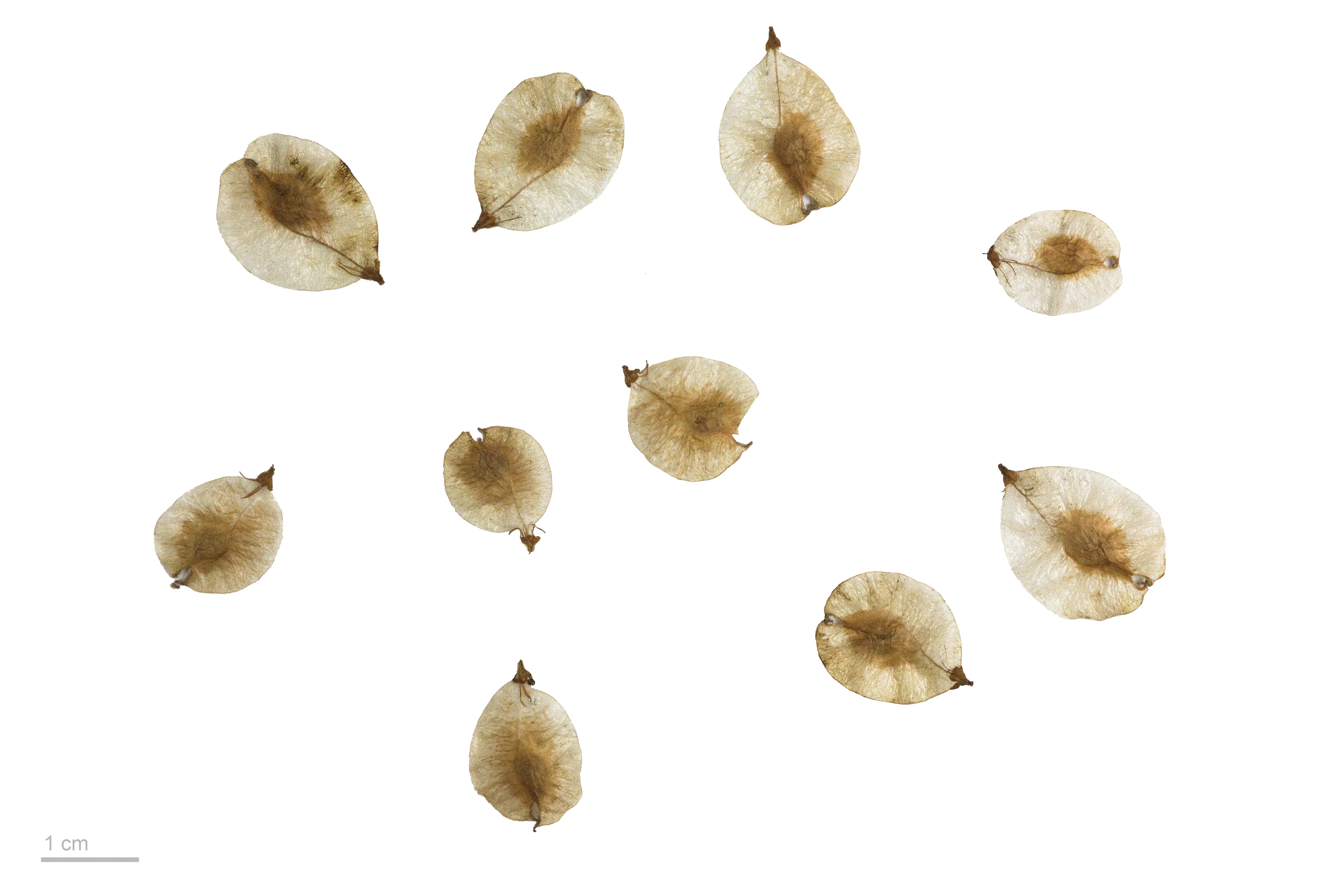
Szárított termései
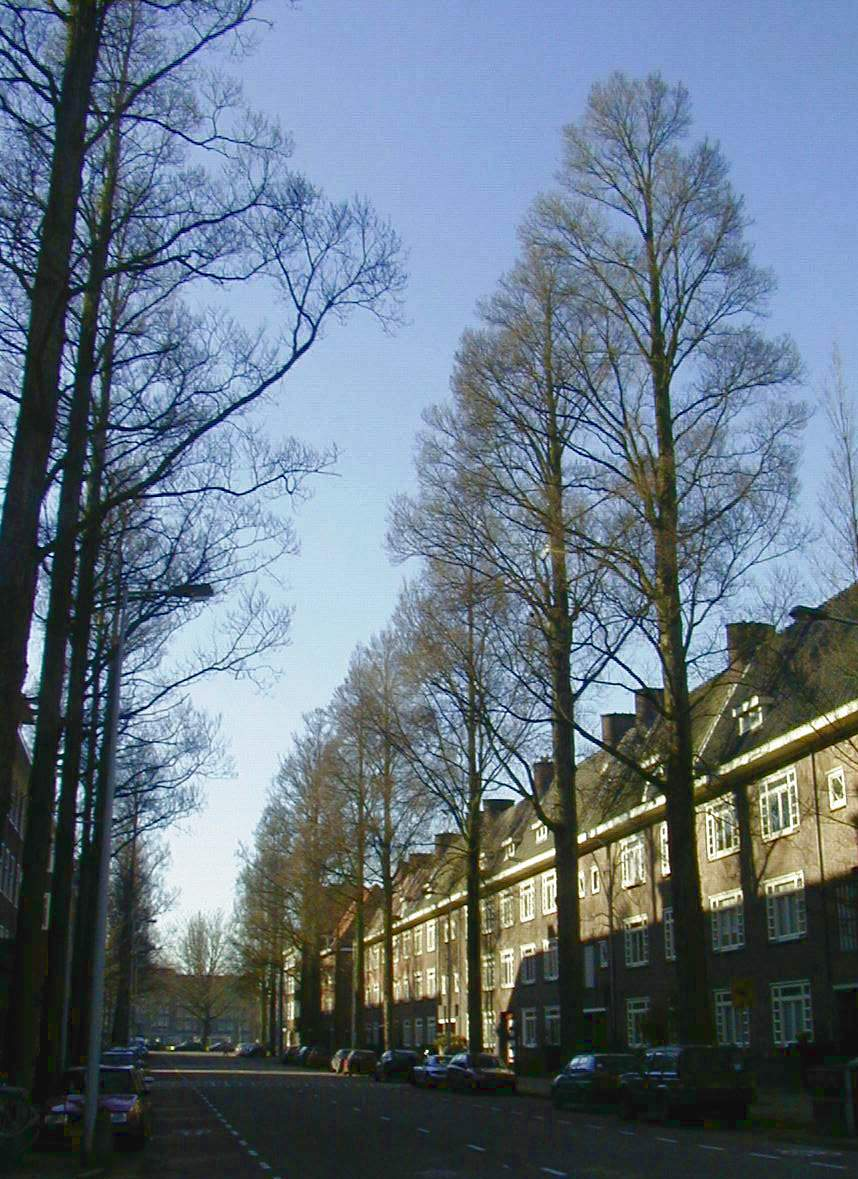
Városban, az útszélén
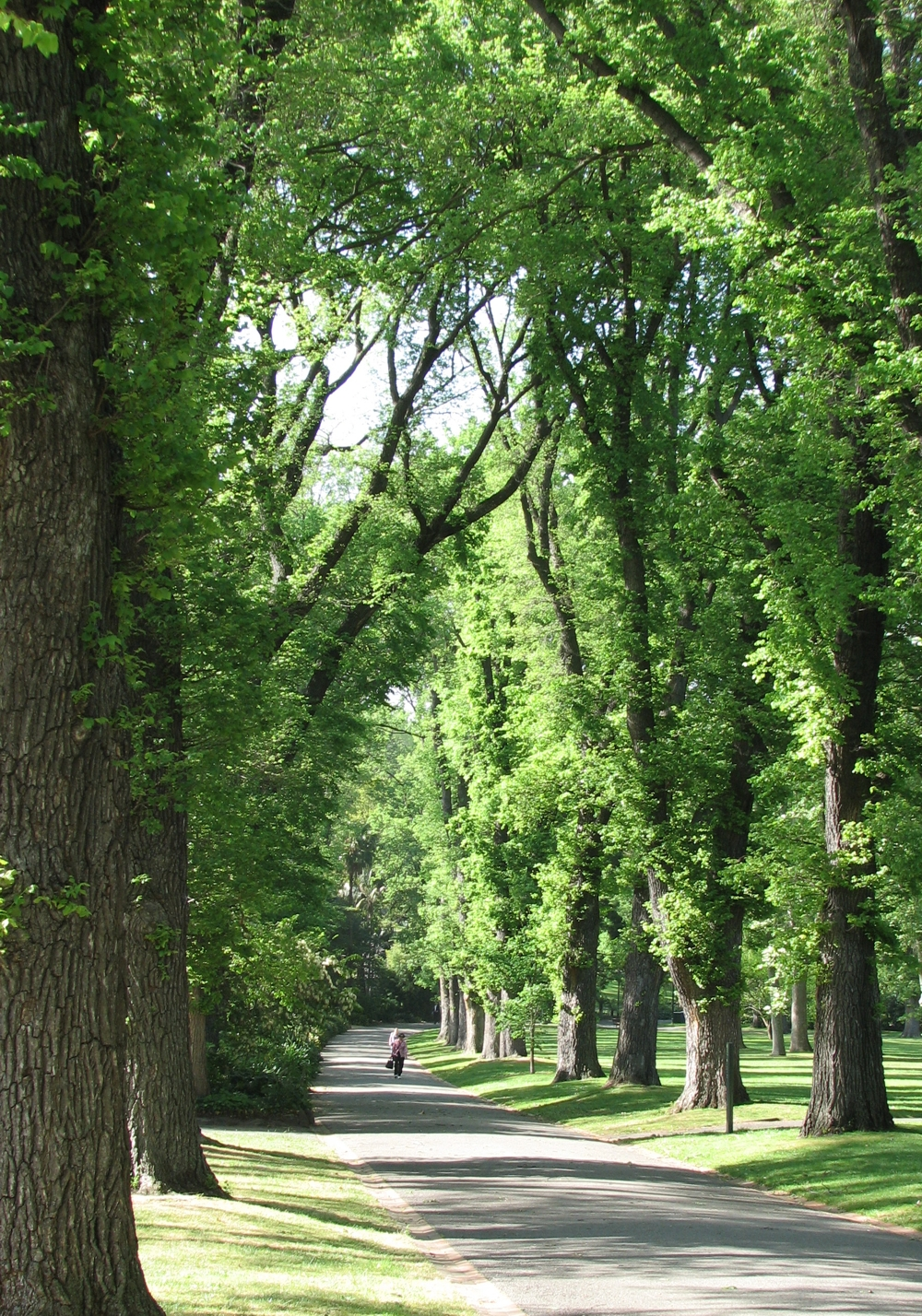
Mezei szilfák alatt
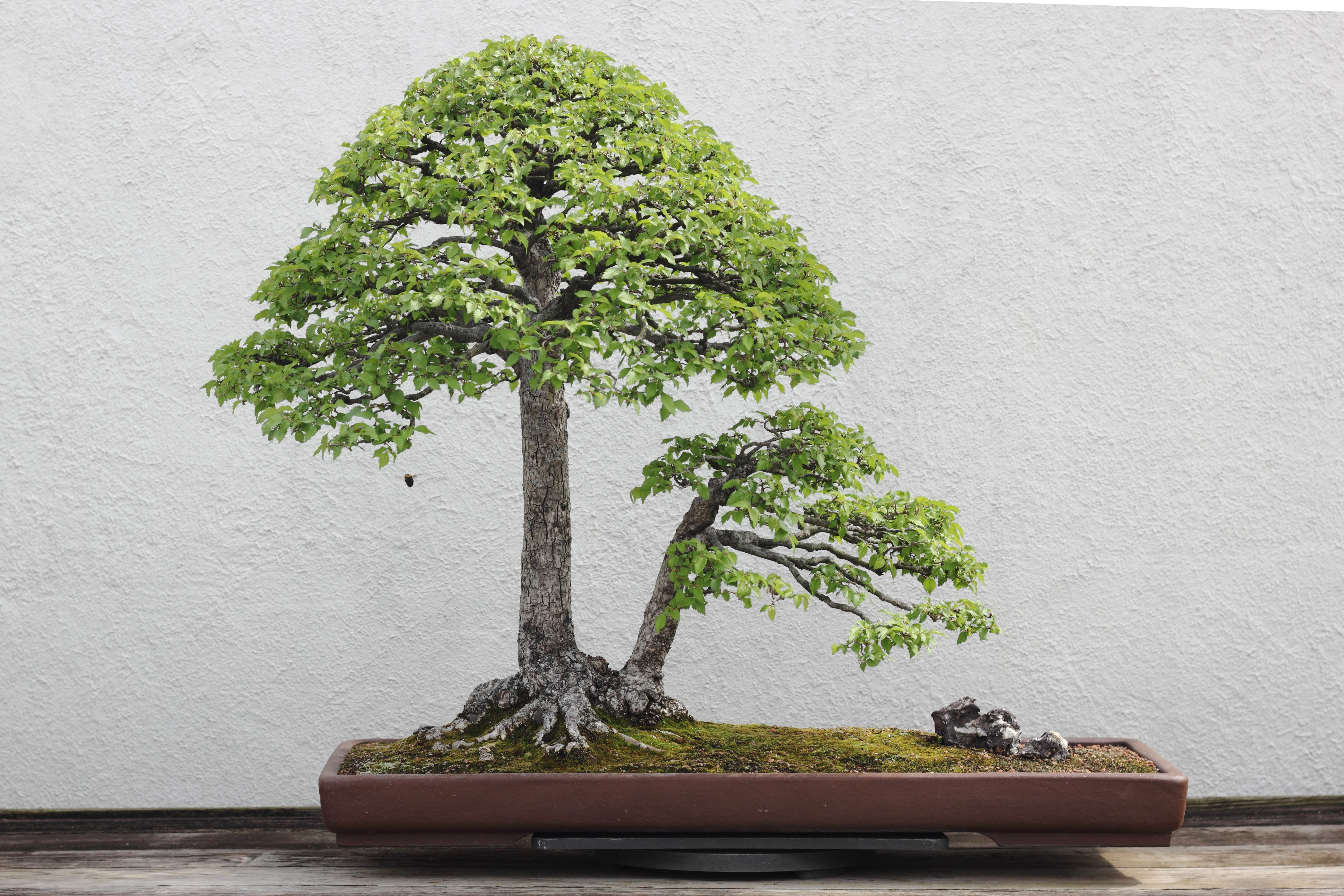
Bonszaiként
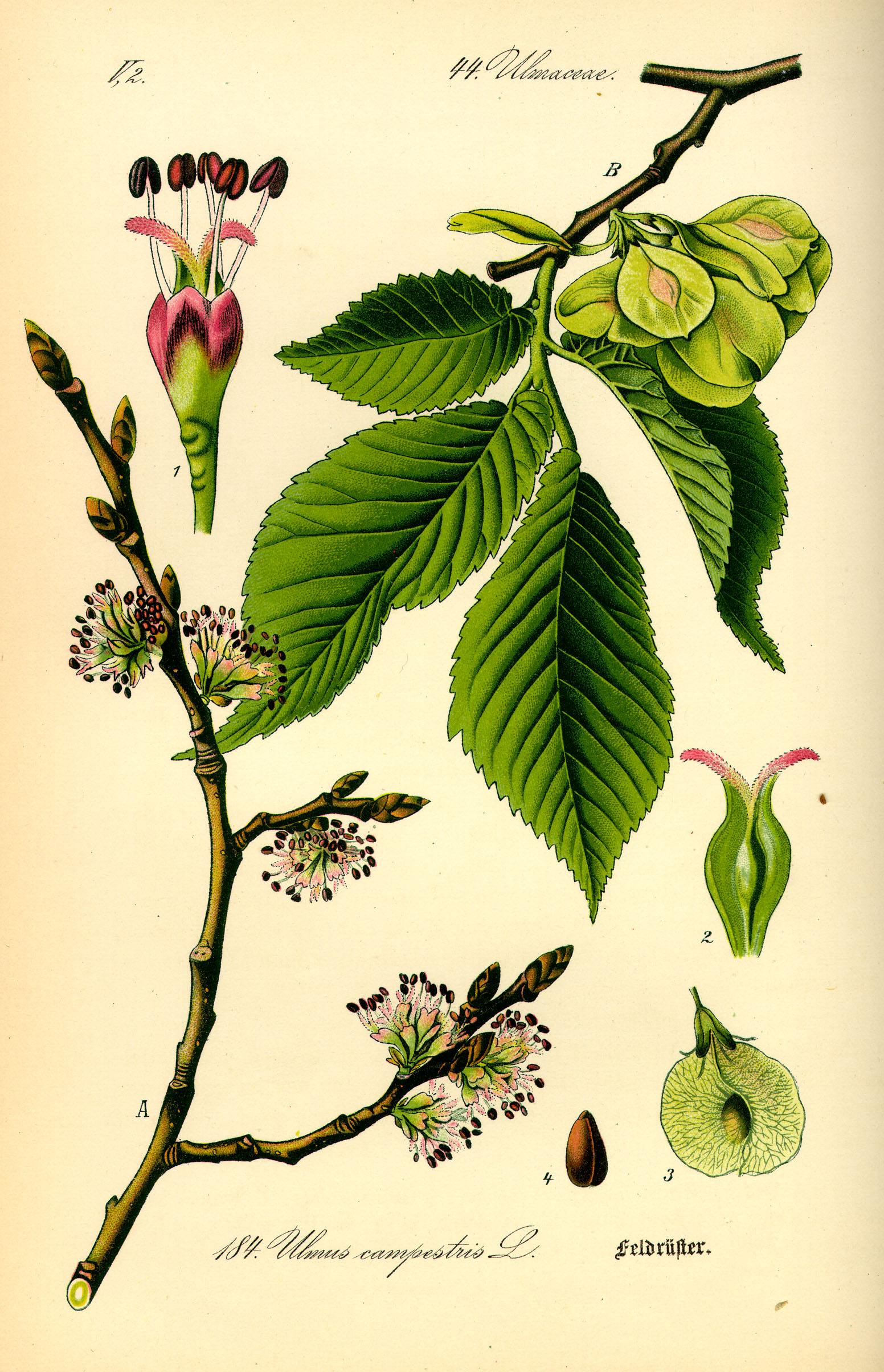
Rajz a levelekről, virágokról és termésekről